# Застава Републике Српске Крајине
Застава Републике Српске Крајине била је вексиколошки симбол Републике Српске Крајине у периоду од 1991. до 1995. године.
Према уставу усвојеном 19. децембра 1991. Српска Крајина је имала своју заставу, грб и химну. Застава је била српска тробојка са распоредом боја одозго према доље: црвено, плаво и бијело.
На конститутивној сједници Српског народног вијећа у Хрватској 2005. године усвојена је застава српске националне мањине у Хрватска која је изгледом истовјетна застави Српске Крајине.

## Галерија
- Државна застава
- Ратна застава
- Застава српске националне мањине